# Jan van Kessel mladší

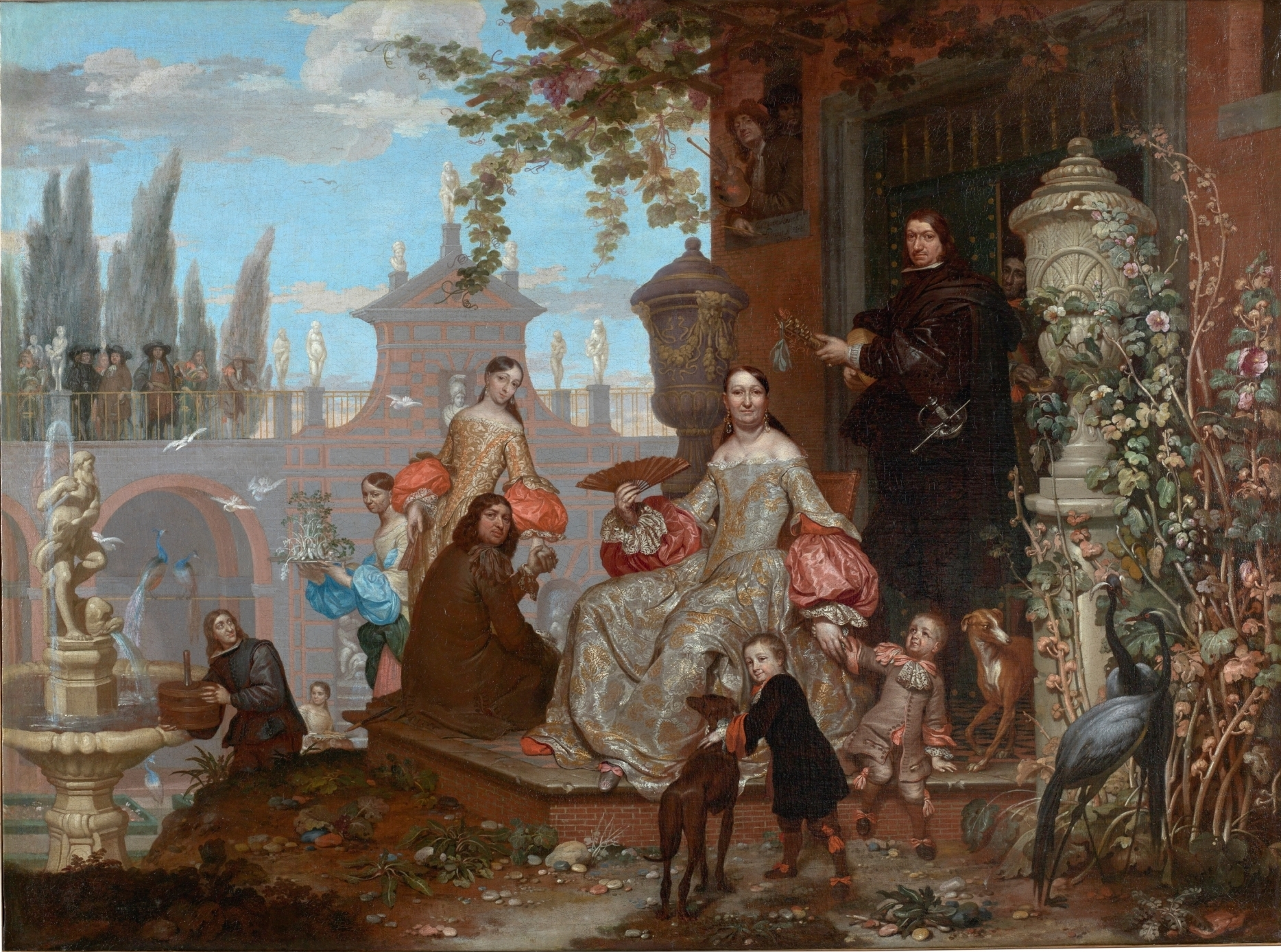
Portrét rodiny v zahradě, rok 1679 (Portrait of a Family in a Garden)

Jan van Kessel (23. prosince 1654, Antwerpy – 1708, Madrid) byl vlámský malíř, syn Jana van Kessela staršího a bratr Ferdinanda van Kessela. Ve Španělsku je znám jako jako Juan Vanchesel el Mozo nebo el Joven. Spolu se svým bratrem Ferdinandem byl žákem svého otce, Jana van Kessela staršího, jenž byl jejich prvním učitelem. Poté odešel do Španělska, do Madridu, kde se stal dvorním malířem krále a královny. Je znám hlavně pro své portréty, i když byl pravděpodobně také malířem zátiší. Zpočátku pracoval ve stylu blízkém stylu jeho otce Jana van Kessela staršího.

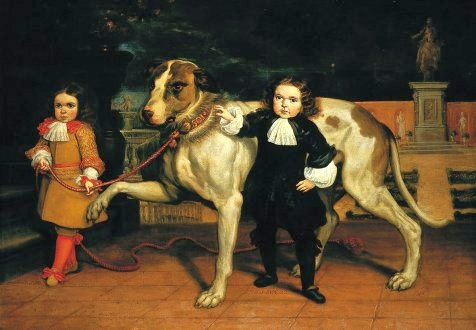
Trpaslíci se psem (Dwarfs with a dog)

## Životopis
Jan van Kessel mladší se narodil v Antverpách jako syn Jana van Kessela staršího (1626 - 1679) a Marie van Apshoven. Svými rodinnými vazbami patřil do slavné vlámské dynastie malířů Brueghelových. Jeho otec byl synem Hieronyma van Kessela mladšího a Paschasie Brueghel (dcera Jana Brueghela staršího). Jan van Kessel mladší byl tedy pravnukem Jana Brueghela staršího a prapravnukem Pietera Brueghela staršího. Jeho bratr Ferdinand van Kessel se stal také malířem. Oba byli pravděpodobně byl žáky jejich otce Jana van Kessela staršího. V roce 1679, možná dříve se odstěhoval do Madridu, přestože se mohl v Antverpách stát členem cechu Sv. Lukáše. V Madridu se stal dvorním malířem a získal si věhlas zejména svými portréty. Ocenění si získal u dvora Karla II. Španělského hlavně za portréty královny Marie Louisy Orleánské (1662 – 1689), první manželky Karla II. V roce 1686 se stal oficiálním malířem královny. Traduje se, že obdržel od královny pověření k výzdobě stropu jejích komnat v královském paláci Alcázar v Madridu. Po její smrti v roce 1689 Jan van Kessel zůstal dvorním malířem a získal přízeň nové manželky Karla II. Španělského Marie Anny Falcko-Neuburské (1667 – 1740). V roce 1770 španělský král Karel II. zemřel. Po jeho smrti na španělském trůně vystřídala dosud vládnoucí dynastii španělských Habsburků dynastie Bourbonská. Po příchodu Filipa V. Španělského (1683 – 1746) popularita Jana van Kessela u dvora slábla. Příčinou mohl být jeho pokračující blízký vztah s vdovou, bývalou královnou. Nový král nebyl spokojen s jeho prací možná také proto, že dával přednost na svém dvoře francouzskému stylu Bourbonů. Jan van Kessel byl také v té době poměrně bohatý.

## Dílo
Tvrdí se, že Jan van Kessel byl autorem nejen portrétů, ale i květinových obrazů, zátiší, hracích předmětů a uměleckých galerií. Někteří historikové umění však toto tvrzení zpochybňují, a to z důvodu zmatku s jinými umělci s podobným jménem, kteří byli všichni aktivní v téže době. Vedle jeho otce, Jana van Kessela staršího pracoval v Antverpách další malíř se jménem Jan van Kessel (jiný Jan van Kessel, než Jan van Kessel starší), který maloval zátiší, zatímco v Amsterdamu pracoval Jan van Kessel, známý jako krajinář. Ale tady komplikace nekončí, neboť jeho otec měl strýčka, který se také jmenoval Jan van Kessel, takže jeho otec je někdy označován jako Jan van Kessel II a Jan van Kessel mladší jako Jan van Kessel III.

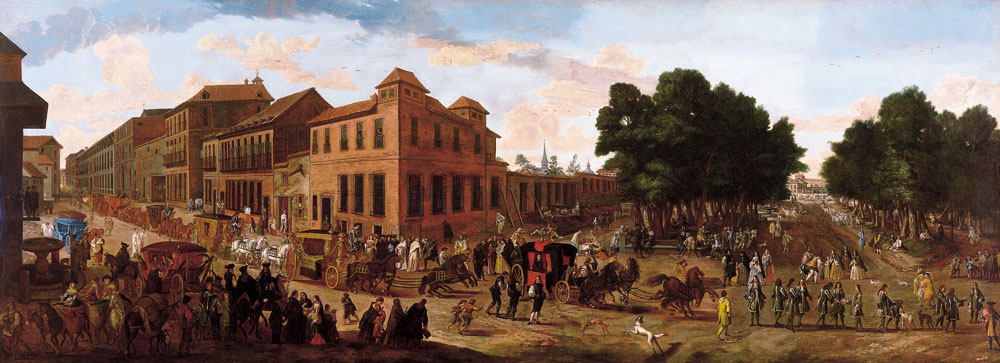
Pohled na cestu San Jerónimo a třídu Paseo del Prado s průvodem kočárů (View of the Carrera de San Jerónimo and the Paseo del Prado with a Procession of Carriages), výška: 164 cm; šířka: 445 cm

Několik zátiší, která historikové Klaus Ertz a Christa Nitze-Ertz v jejich publikaci z roku 2012 o malíři Jan van Kessel připsali tomuto malíři, pak v roce 2017 Nizozemský institut pro dějiny umění (Netherlands Institute for Art History, RKD) přehodnotilo jako tvorbu Pseudo-Jana van Kessela mladšího. Pseudo-Jan van Kessel mladší je jméno dané umělci nebo dílně, kterému bylo připsáno asi 200 malých zátiší vytvořených v jižní Evropě koncem 16. a počátku 17. století. Drobná známá autentická tvorba Jana van Kessela mladšího se liší stylem, provedením a podstatně vyšší kvalitou, než díla, která jsou nyní připisována Pseudo-Janu Kesselovi mladšímu.

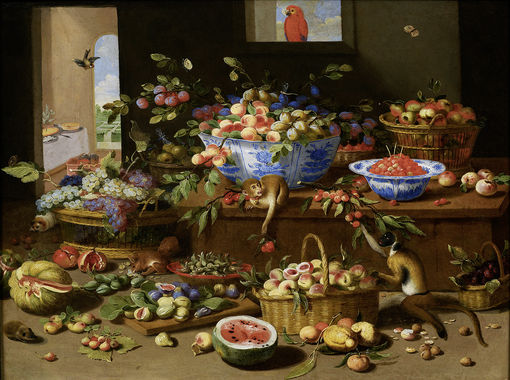
Košík a misky s ovocem, se dvěma opicemi. veverkou, papouškem a dvěma morčaty. (Basket and bowls of fruit with two monkeys. a squirrel, a macaw and two guinea-pigs

Portrétní styl Jana van Kessela mladšího styl byl popsán jeho současníkem Antoniem Palomino jako velmi blízký jeho kolegovi vlámskému malíři Anthony van Dyckovi. Van Kessel byl odborníkem na žánr skupinových portrétů. Příkladem je portrét rodiny v zahradě v muzeu Prado, který zobrazuje vlámského gentlemana (existuje domněnka, že byl ochráncem nebo patronem van Kessela) se svou rodinou. Symbolickým záměrem práce je chválit rodinný život a rodinné ctnosti, jako je věrnost. Hráč na kytaru symbolizuje rodinnou harmonii a pes ctnost věrnosti. Zralá žena obklopená malými dětmi symbolizuje ctnost charity, zatímco mladý pár držící se za ruce představuje manželskou lásku. Obraz zahrnuje autoportrét umělce, který se opírá z okna v pozadí vpravo. Mírně odlišná verze díla, vytvořená ve stejném roce jako verze v Museo del Prado je ve Varšavě. Umělec také namaloval několik individuálních portrétů. Příkladem jsou portréty španělského krále Karla II. a jeho ženy Marie Anny Falcko-Neuburské, které jsou méně formální než tradiční oficiální portréty. Někteří umělečtí historikové si kladou otázku, zda Jan van Kessel mladší byl malířem zátiší. Několik obrazů zátiší mu bylo připsáno. Jsou stylem podobné práci jeho otce. Dokonale vyvážené kompozice, které jsou charakterizovány pozorností k detailu a použitím jemných barev. Vlámský styl jeho zátiší postupně převzala i jeho adoptivní země Španělsko. Antonio Palomino také zmínil, že van Kessel byl také krajinář. Žádná práce v tomto žánru nebyla ovšem spolehlivě určena jako práce Jana van Kessela. Topografický pohled na ulici v Madridu Pohled na Carrera de San Jerónimo a Paseo del Prado se průvodem kočárů byl předběžně bylo připsán tomuto umělci.